# Anil (bairro do Rio de Janeiro)
Anil é um bairro da Zona Oeste do município do Rio de Janeiro, no Brasil.

## História
Seguindo o exemplo de muitos bairros cariocas, tem seu nome devido ao rio homônimo. O nome do bairro do Anil tem sua origem em razão do local, na época colonial, ser completamente tomado por arbustos nativos, que produziam o anil através dos frutos. As anileiras da região eram de alta qualidade. Por isso, houve grande aceitação do corante na Europa. O anil era transportado pelo rio de mesmo nome do bairro até a Barra da Tijuca. Daí ao porto do Rio de Janeiro, para ser embarcado em navios para Europa. A cultura do anil nessa parte de Jacarepaguá durou até o século XVIII. Depois, como aconteceu em toda a província do Rio de Janeiro, a região também foi tomada por plantações de café.
A região do Anil, Gardênia Azul e Cidade de Deus faziam parte nos séculos passados da Fazenda do Engenho D’Água. A casa-sede ainda existe numa colina, situada no entroncamento da Estrada do Gabinal, Rua Edgard Werneck, Avenida Tenente-Coronel Muniz de Aragão e Avenida Aírton Senna. O prédio está tombado pelo IPHAN e pertence aos descendentes do Barão da Taquara. Junto da casa se ergue a capela de Nossa Senhora da Cabeça, a mais antiga de Jacarepaguá, também tombada. A sede do Engenho D’Água e a igreja foram construídos em 1616 por Rodrigo da Veiga. Esse engenho foi a última propriedade que a descendência dos Correia de Sá possuiu em Jacarepaguá. Pertenceu à família desde a Colônia até o Império, em virtude da condição de morgado deixado pelo General Salvador Correia de Sá e Benevides. O morgadio consistia em passar o domínio sempre para os filhos primogênitos, que não podiam vendê-lo. 
Predefinição:Jacarepaguá
No século XIX, havia na localidade a próspera fazenda do Quitite, cujo dono era o cafeicultor Marcos Antonio Deslesdenier. A estrada do Quitite era uma das vias no interior da propriedade. Na década de 1960, quando exercia o cargo de presidente da República, João Goulart (1918-1976) possuía casa de veraneio no final da estrada do Quitite. Era o sitio Capim Melado. Hoje, o local é um condomínio fechado, mas a casa principal do sítio, toda feita de pedra, ainda existe na região.
No início da década de 1950, José Padilha Coimbra era grande proprietário de terras na região do Anil entre as estradas do Engenho D’Água e do Capão (atual Avenida Tenente-Coronel Muniz de Aragão). O domicílio do Padilha era onde hoje é o Condomínio Aldeia. A residência era cinematográfica cercada de jardim em que predominavam gardênias e vitórias-régias. Por isso, a mansão serviu de cenário para muitos filmes. Em 1953, Padilha loteou as suas terras, dando nomes das plantas ornamentais que gostava aos loteamentos: Vitória-Régia (junto à Estrada Engenho D’Água) e Gardênia Azul (no final da Estrada do Capão). A favela entre a Gardênia Azul e Avenida Alvorada (hoje Ayrton Senna) surgiu no início da década de 1980. O local era um grande laranjal de propriedade de Antônio Escalda. Na época que os descendentes de Escalda lutavam para recuperar o sítio embargado na Justiça por falta de pagamentos de impostos, aconteceram as invasões sem que as autoridades tomassem qualquer decisão. Em 1993 foi oficialmente separado de Jacarepaguá como um bairro autônomo.

## Estrutura

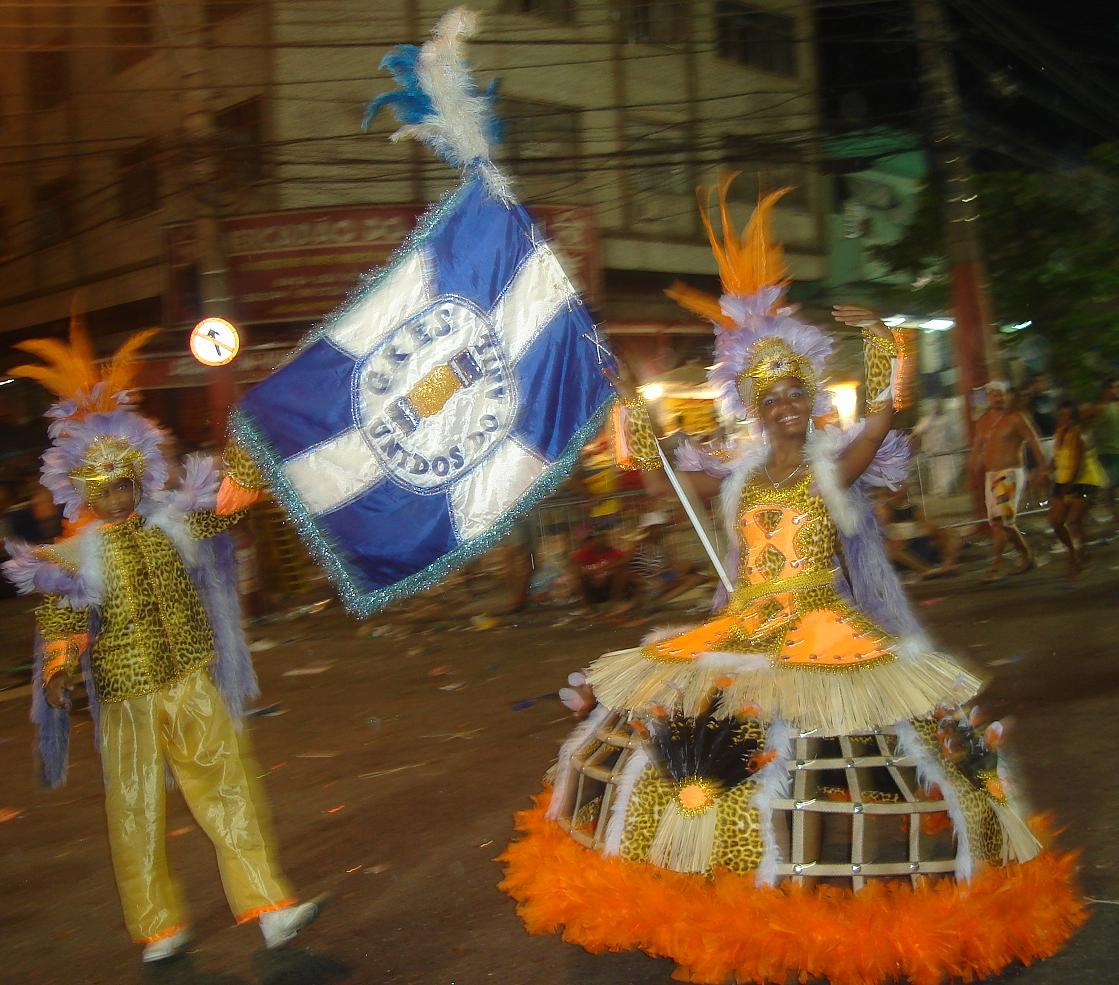
Mestre-sala e porta-bandeira da escola de samba do bairro.

Como todos os bairros da Baixada de Jacarepaguá, o Anil vem sofrendo na últimas duas décadas uma transição de bairro rural para bairro-jardim; apresentando contrastes sociais entre pequenas favelas, casas de rua de classe média e condomínios fechados de classe média-alta. O centro comercial do bairro ainda é bastante voltado ao público popular, o que deve mudar nos anos 2010 através da iniciativa privada, como tem ocorrido com Freguesia de Jacarepaguá e Taquara.
Dos 38 bairros da Zona Oeste do Rio de Janeiro, o Anil possui o sexto metro quadrado mais valorizado, segundo um levantamento realizado pelo Centro de Pesquisa e Análise da Informação (Cepai), do Sindicato da Habitação do Rio (Secovi-Rio). Fica atrás apenas dos que já possuem o status de "bairro nobre": Joá, Barra da Tijuca, Recreio dos Bandeirantes, Vargem Grande, Freguesia, e Itanhangá.
No bairro também se localizava  a  extinta escola de samba GRES Unidos do Anil, que promovia anualmente, um dos poucos carnavais de rua da Zona Oeste. O bairro de Anil faz parte da região administrativa de Jacarepaguá.
Hoje o bairro conta com diversos bares e restaurantes principalmente na estrada de Jacarepaguá, atraindo várias pessoas que vão desfrutar o ar boêmio que o bairro agora pode proporcionar.

## Meio ambiente
O rio Anil ainda nos dias de hoje tem vida abundante, onde, subindo os morros da região encontram-se cachoeiras diversas e limpas. Toda a parte do rio, que corre por dentro dos condomínios, possui água limpa com vida aquática diversificada: peixes, mini caranguejos de água doce, pitús, etc. Mas infelizmente esse rio passa por processo de poluição quando se aproxima da estrada de Jacarepaguá, onde, também, existem áreas assoreadas, formando o canal do Anil, mas o fluxo de água não chega a ser interrompido, desaguando nas lagoas de Jacarepaguá. Não há nenhum parque natural ou projetado no bairro apesar do potencial turístico.